# Ailurus styani
Ailurus styani (панда Стьяна) — вид хижих ссавців із родини пандових, що проживає в Китаї, М'янмі, можливо, Індії. Вид названий на честь британського торговця чаєм і натураліста Фредеріка Вільяма Стьяна (англ. Frederick William Styan, 1838–1934), який у 1897 році зібрав шкіру та череп першого зразка, який став доступним для науки.

## Морфологічна характеристика
Обидва види панд мають довжину тіла від 50 до 70 см, хвіст від 30 до 50 см, вага від 3 до 6 кг. Голова кругла, мордочка коротка. Шерсть на спині каштаново-коричнева, живіт і лапи чорні. Підошви лап волохаті. A. styani має значно більший череп з ширшою виличною дугою і міцнішими зубами, ніж A. fulgens. Також у A. styani шерсть трохи темніша, а зимова шерсть довша (до 70 мм проти 40–50 мм), обличчя більш червонувате з меншими білими плямами.